# Guatteria gentryi
Guatteria gentryi är en kirimojaväxtart som beskrevs av Paulus Johannes Maria Maas och Erkens. Guatteria gentryi ingår i släktet Guatteria och familjen kirimojaväxter. Inga underarter finns listade i Catalogue of Life.